# Antinomie
Pojem antinomie (řecky rozpor mezi zákony, protimluv) použil Immanuel Kant v Kritice čistého rozumu k označení neřešitelných rozporů, konfliktů opačných a přitom dobře zdůvodněných stanovisek. Ve starší filosofii se takovým rozporům říkalo aporie.
Podle Kanta vznikají tam, kde omezený lidský rozum překračuje svoji kompetenci a chce rozhodovat v otázkách, které mu nepřísluší. V oddíle o „antinomiích čistého rozumu“ uvádí čtyři s důkladnou argumentací pro obě strany každého páru:
1. Svět je konečný × nekonečný.
2. Co existuje, je jednoduché nebo složené z jednoduchého × nic jednoduchého neexistuje.
3. Všechno musí mít nutnou příčinu × člověk jedná svobodně.
4. Svět musí mít absolutně nutnou příčinu × žádná absolutně nutná bytost neexistuje.

V teorii množin a v moderní logice se antinomie často ztotožňují s paradoxy.